# Cubatyphlops anchaurus
Cubatyphlops anchaurus — вид змій родини сліпунів (Typhlopidae). Ендемік Куби.

## Поширення і екологія
Cubatyphlops anchaurus відомі з типової місцевості, розташованої на крайньому сході Куби, в околицях Маїсі. Вони живуть в сухих прибережних лісах, на висоті до 25 м над рівнем моря.